# Pictures of Lily
«Pictures of Lily» —en español: «Las fotos de Lily»—  una canción de la banda británica de rock The Who, escrita por el guitarrista y principal compositor Pete Townshend. Fue lanzado en 1967 como sencillo, posicionándose dentro de los cinco primeros en el Reino Unido, pero no logró entrar en el top 50 en los Estados Unidos.

## Sinopsis
En el comienzo de la canción, el cantante se lamenta de su estado constante de insomnio. Cuando su padre le da fotos de una chica llamada Lily, se siente mejor y logra por fin conciliar el sueño. Sin embargo, de a poco siente el deseo de Lily como una persona en vez de una foto, y le pide a su padre más información sobre ella, pero él le informa que Lily, de hecho, ha muerto en 1929. Inicialmente, el cantante se lamenta, pero nuevamente vuelve a su fantasía.

## Significado y origen

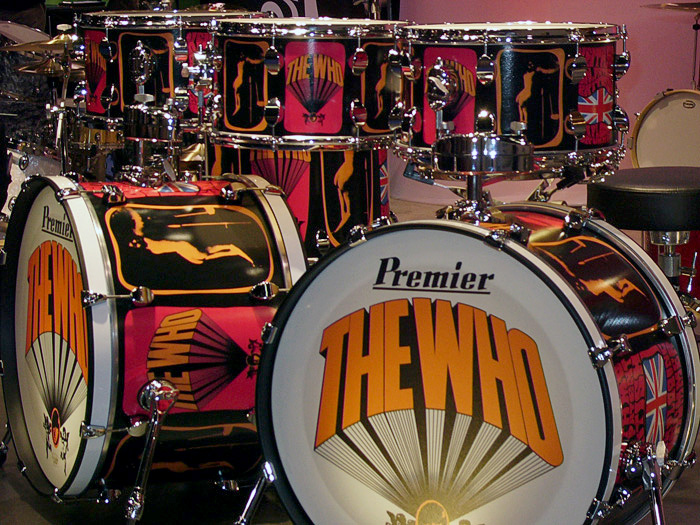
Batería de Keith Moon, llamada "Pictures of Lily"

Según Pete Townshend en el libro de 2006 «Lyrics» por Rikky Rooksby, «la idea se inspiró en una foto que tenía mi novia en la pared, de una antigua estrella de vodevil - Lily Bayliss. Era una vieja postal de 1920 donde alguien había escrito "Aquí hay otra foto de Lily - Espero que no tengas esta." Me hizo pensar que todo el mundo tiene un período pin-up.»
Lillie Langtry, la estrella de music-hall, murió en 1929, año que cita el tema. Según las declaraciones de Townshend, es poco probable que la canción se refiera a Lilian Baylis, la gerente del teatro, que murió en 1937.
Mark Wilkerson cita al sentido de la canción de Townshend como «una mera cancioncilla sobre la masturbación y la importancia que le da un hombre joven.» Sin embargo, la canción no menciona la masturbación.
«Pictures of Lily» es además, el nombre de un modelo de batería de Keith Moon.

## Interpretaciones en vivo
La canción fue tocada por primera vez en vivo en 1966, y prosiguió en los conciertos de la banda en las giras hasta 1968. Volvió a hacer una aparición única en un show en Passaic, Nueva Jersey, el 11 de septiembre de 1979, donde el cantante Roger Daltrey olvidó la letra y pasó directamente a «All Right Now», cover del grupo Free, que la banda presentó en raras ocasiones en la década del '70. Daltrey la interpretó cuatro veces en su gira en solitario de 1985. Cuando The Who volvió a escena la volvió a colocar en su lista, en el año 1989. Aunque Daltrey declaró en 2008 que la canción había sido sacada de su lista, en la actualidad, la sigue interpretando en su tour Use It Or Lose It.

## Grabación
Durante el período en que la canción fue grabada en 1967, Kit Lambert, era ya el real mánager de la banda, según Townshend, donde ambos mezclaban las canciones. Lambert filmó a la banda en el proceso de grabación de la canción, mostrando a los cuatro integrantes de la banda, con Keith Moon realizando los coros con las notas más altas (a pesar de que se puede escuchar diciendo a Pete Townshend sobre Keith «se sigue saltando la parte de John (Entwistle)», sin embargo, otro vídeo en directo de la canción, muestra a Entwistle, el bajista de la banda, realizando la armonización y tocando la trompeta. Daltrey ha dicho que el solo de corno francés que se escucha en la canción, fue un intento de emular a una bocina de advertencia (sirena) de la Primera Guerra Mundial, ya que la Lily era una chica de calendario de aquella era.

## Versiones
La canción ha sido interpretada por David Bowie, así como también por la banda punk argentina Attaque 77, con la canción llamada «Fotos de Lily», versión de su álbum Otras Canciones.